# Sainte-Anne-des-Monts
Sainte-Anne-des-Monts è un comune del Canada, situato nella provincia del Québec, nella regione di Gaspésie-Îles-de-la-Madeleine.